# Celina
Celina  è un nome proprio di persona italiano femminile.

## Varianti
- Maschili: Celino[1]

### Varianti in altre lingue
- Francese: Céline[2], Célina
- Latino: Caelina[2]
  - Maschili: Caelinus[2]
- Polacco: Celina[2]
- Spagnolo:
  - Maschili: Celino[1]

## Origine e diffusione
Si tratta di un derivato del nome latino Caelinus, a sua volta proveniente dal nome Celio. Può anche essere usato come ipocoristico di Marceline.
Il nome inglese Selina potrebbe costituire una sua variante.

## Onomastico
Vi sono diverse sante e beate che portano il nome Celina, ricordate nei giorni seguenti:
- 30 maggio, beata Maria Celina della Presentazione, monaca clarissa[5][6]
- 21 ottobre, santa Celina, madre di san Remigio di Reims[5]
- 21 ottobre, santa Celina di Meaux, vergine[5]
- 26 ottobre, beata Celina Chludzińska Borzęcka, vedova e fondatrice[5][7]

## Persone
- Celina Chludzińska Borzęcka, religiosa polacca
- Celina Jaitley, attrice indiana
- Celina Seghi, sciatrice alpina italiana

### Variante Céline
- Céline Bara, pornoattrice francese
- Céline Bonnier, attrice canadese
- Céline Dion, cantante canadese
- Céline Dumerc, cestista francese

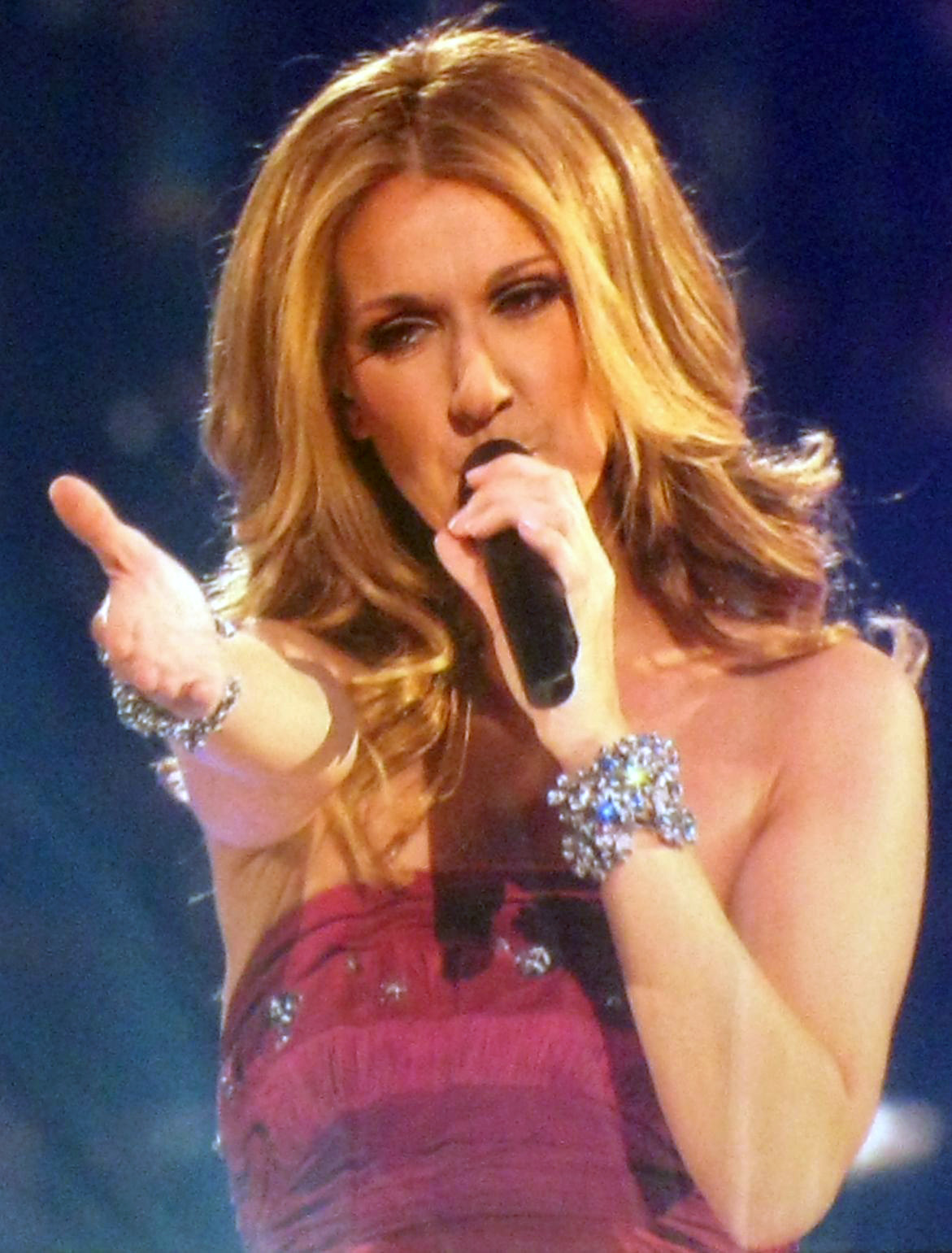
Céline Dion

- Céline Frisch, clavicembalista francese
- Céline Garcia, sceneggiatrice, scrittrice, fumettista e disegnatrice francese
- Céline Sciamma, regista e sceneggiatrice francese
- Céline Seigneur, schermitrice francese

### Variante Célina
- Célina Hangl, sciatrice alpina svizzera

## Il nome nelle arti
- Céline è un personaggio del film del 1974 Céline e Julie vanno in barca, diretto da Jacques Rivette.